# Lingua ebraica tiberiense

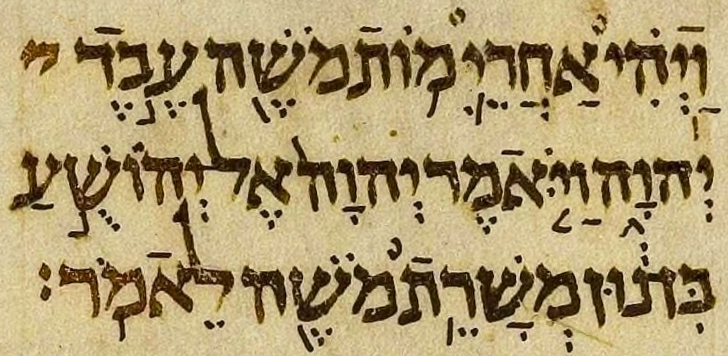
Ingrandimento di sezione del Codice di Aleppo (X secolo)

L'ebraico tiberiense è una tradizione di pronuncia orale per antiche parole in ebraico, ed in particolare per l'ebraico del Tanakh, cui fu data forma scritta dai testi masoretici nella comunità semitica a Tiberiade nel Medioevo, partendo dall'VIII secolo (750-950 circa).
Questa forma scritta impiegava niqqudot (vocali) e segni diacritici di cantillazione (te`amim), aggiunti alle lettere ebraiche. Sebbene l'uso dei simboli scritti risalga al Medioevo, la tradizione orale che essi riflettono ha radici molto più antiche.
Il sistema di vocalizzazione tiberiense per il Tanakh rappresentava una tradizione locale. Due altre tradizioni locali che portarono a diversi sistemi di scrittura della vocalizzazione sono quello "israelita" (differente dal tiberiense) e quello "babilonese". Il primo ha avuto influenza assai limitata, mentre il babilonese rimase dominante per molti secoli e tuttora sopravvive. Contrariamente a quello tiberiense, che di solito pone i segni di vocalizzazione sotto la lettera, il babilonese li pone sopra, ed è quindi detto supralineare.
I punti tiberiensi vennero definiti per codificare una specifica tradizione di lettura del Tanakh. In seguito vennero applicati ad altri testi (uno dei primi fu la Mishnah), e usati in molti altri luoghi da ebrei con tradizioni di lettura differenti. Così il sistema tiberiense di vocalizzazione e intonazione divenne parte dell'uso ebraico corrente, ed è considerato dagli studiosi testuali la pronuncia più esatta della lingua, poiché conserva tutti i suoni consonantici e vocalici dell'ebraico antico

## Fonti

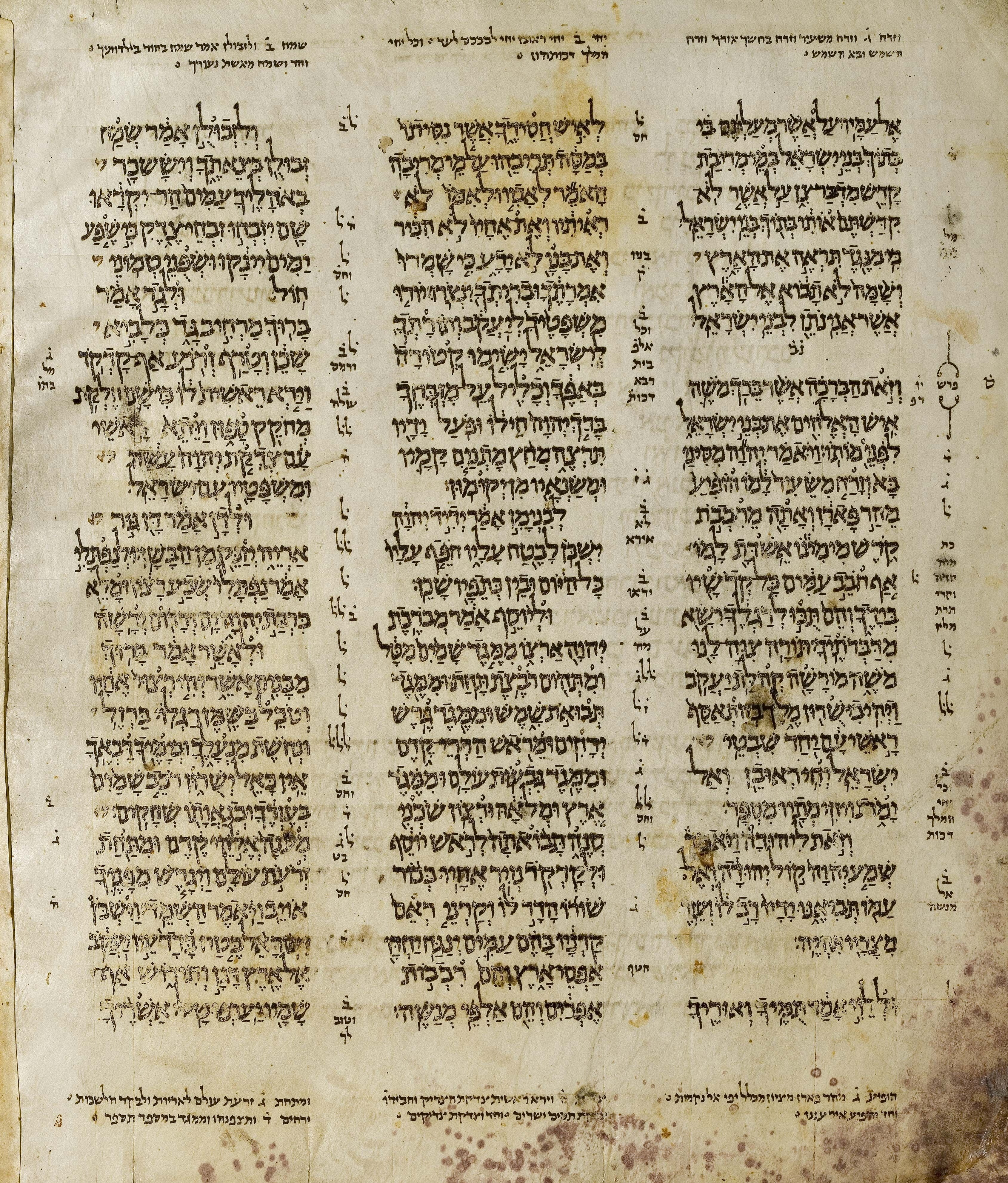
Pagina del Deuteronomio, dal Codice di Aleppo

I libri di grammatica ebraica odierni non insegnano l'ebraico tiberiense descritto dai primi grammatici. L'opinione prevalente è quella del sistema di David Kimchi che divide i segni grafici in vocali "corte" e "lunghe" . I valori assegnati ai segni vocalici tiberiensi rivelano una tradizione di pronuncia sefardita (la qualità duplice di qames (אָ) come /a/, /o/; la pronuncia della sheva semplice (אְ) come /ɛ̆/).
La fonologia dell'ebraico tiberiense può essere estrapolata da un confronto di varie fonti:
- Il Codice di Aleppo della Bibbia ebraica e gli antichi manoscritti del Tanakh citati ai margini dei primi codici, che conservano testimonianze dirette in maniera grafica dell'applicazione delle regole di vocalizzazione — per esempio, l'ampio uso di vocali chateph quando ci si aspetterebbe la sheva semplice, chiarendo quindi il colore della vocale pronunciata in certe circostanze. Significativo è l'uso di chateph chireq in cinque parole sotto una consonante che segue un gutturale vocalizzato con il regolare chireq (come descritto dal linguista Israel Yeivin); e anche del segno raphe sulle lettere che non appartengono a בגדכפ"ת o a א"ה.[4][5]
- Affermazioni esplicite presenti in grammatiche del X secolo e dell'XI secolo, tra cui: il Sefer haQoloth di Moshe ben Asher (pubblicato da N. Allony); il Sefer Dikdukei ha-Te'amim (Grammatica o Analisi degli Accenti) di Aaron ben Moses ben Asher; le opere anonime intitolate Horayath haQoré (G. Khan e Ilan Eldar le attribuiscono al caraita Abu Alfaraj Harun); il Trattato dello scevà (pubblicato da Kurt Levy nel 1936 basandosi su un frammento di una Genizah), e Ma'amar haschewa (pubblicato da materiale di Genizah dal linguista N. Allony); le opere dei grammatici sefarditi, tra cui  Abraham ibn ‛Ezra e Yehudah ben David Hayyuj.[6] Negli ultimi due  è evidente che la catena di trasmissione si interrompe, o che le loro interpretazioni sono influenzate dalla tradizione locale.[5]
- Manoscritti antichi che conservano dialetti simili dell'ebraico o aramaico palestinese, ma che sono vocalizzati con segni tiberiensi in una maniera "volgare", e che rivelano una trascrizione fonetica piuttosto che una trascrizione fonemica. Tra questi si includono i cosiddetti manoscritti vocalizzati "pseudo-Ben Naphtali" o "Palestinese-Sefardita", che generalmente si conformano alle regole riportate nelle tabelle qui sotto — per esempio la pronuncia di sheva come /ĭ/ prima di una yodh consonantica, come in /bĭji/ בְּיִ.[7]
- Altre tradizioni come la vocalizzazione della Terra di Israele e (in minor ragione) la vocalizzazione babilonese. Ogni comunità (palestinese, tiberiense, babilonese) sviluppava sistemi di annotazione di pronuncia in ciascun dialetto, alcuni dei quali sono comuni tra queste tradizioni.[7]
- Trascrizioni del testo biblico in caratteri arabi, poi vocalizzate con segni tiberiensi (da membri della comunità caraita); queste trascrizioni forniscono un aiuto alla pronuncia dell'ebraico tiberiense, specialmente per la struttura sillabica e la lunghezza vocalica (che è segnata in arabo da matres lectionis e dal segno sukun).[8]
- Varie tradizioni orali, specialmente quelle della pronuncia ebraica yemenita e della tradizione caraita; entrambe hanno conservato caratteristiche antiche che corrispondono alla tradizione tiberiense, come la pronuncia dello scevà a seconda della sua prossimità a gutturali o a yodh.[7]

## Fonologia

### Consonanti
L'ebraico tiberiense ha 29 fonemi consonantici rappresentati da 22 lettere.  Il "punto sin" distingue i due valori di ש, con un punto a sinistra (שׂ) pronunciato come la lettera Samekh. Le lettere בגדכפת (begadkefat) avevano due valori ciascuno: plosivo e fricativo.
|               |               | Labiale | Interdentale | Alveolare | Alveolare | Palatale | Velare | Uvulare | Faringale | Glottidale |
| Semplice      | Enfatica      | Labiale | Interdentale |           |           | Palatale | Velare | Uvulare | Faringale | Glottidale |
| ------------- | ------------- | ------- | ------------ | --------- | --------- | -------- | ------ | ------- | --------- | ---------- |
| Nasale        | Nasale        | m       |              | n         |           |          |        |         |           |            |
| Occlusiva     | Muta          | p       |              | t         | tˤ        |          | k      | q       |           | ʔ          |
| Occlusiva     | Sonora        | b       |              | d         |           |          | ɡ      |         |           |            |
| Fricativa     | Muta          | f       | θ            | s         | sˤ        | ʃ        | x      |         | ħ         | h          |
| Fricativa     | Sonora        | v       | ð            | z         |           |          | ɣ      |         | ʕ         |            |
| Vibrante      | Vibrante      |         |              | r         |           |          |        | ʀ       |           |            |
| Approssimante | Approssimante | w       |              | l         |           | j        |        |         |           |            |

### Vocali

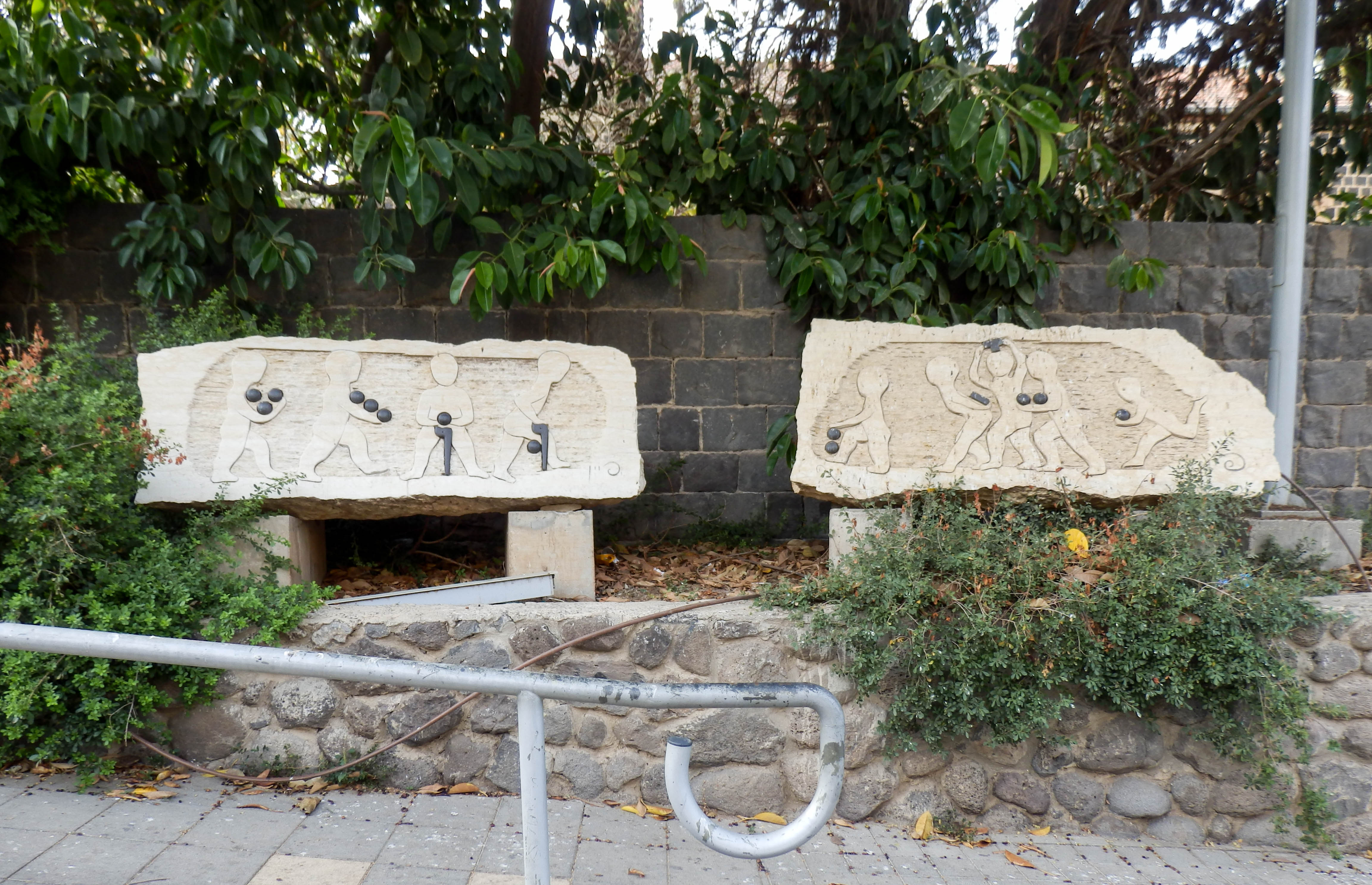
Figurine in bassorilievo che recano le vocali diacritiche tiberiensi. Opera artistica in basalto e calcare sulle rive di Tiberiade

|            | Anteriore | Posteriore |
| ---------- | --------- | ---------- |
| Chiusa     | i         | u          |
| Semichiusa | e         | o          |
| Semiaperta | ɛ         | ɔ ~ ɑ      |
| Aperta     | a         | a          |
| Ridotta    | ă ɔ̆ (ɛ̆)1  | ă ɔ̆ (ɛ̆)1   |

1. marginale

## Ortografia
| traslitterazione       | ʾ   | b, bh   | g / gh   | d / dh  | hʿ  | v   | z   | h   | ṭ    | j   | k, kh   | l   | m   | n   | ş   | ʿ   | p, ph   | ṣ    | q   | r   | š, s    | t / th  |
| lettera                | א   | ב       | ג        | ד       | ה   | ו   | ז   | ח   | ט    | י   | כך      | ל   | מם  | נן  | ס   | ע   | פף      | צץ   | ק   | ר   | ש       | ת       |
| pronuncia (moderna)    | [ʔ] | [b] [v] | [ɡ]      | [d]     | [h] | [v] | [z] | [χ] | [t]  | [j] | [k] [χ] | [l] | [m] | [n] | [s] | [ʔ] | [p] [f] | [ts] | [k] | [ʁ] | [ʃ] [s] | [t]     |
| pronuncia (yemenita)   | [ʔ] | [b] [v] | [dʒ] [ɣ] | [d] [ð] | [h] | [w] | [z] | [ħ] | [tˤ] | [j] | [k] [x] | [l] | [m] | [n] | [s] | [ʕ] | [p] [f] | [sˤ] | [ɡ] | [r] | [ʃ] [s] | [t] [θ] |
| pronuncia (tiberiense) | [ʔ] | [b] [v] | [ɡ] [ɣ]  | [d] [ð] | [h] | [w] | [z] | [ħ] | [tˤ] | [j] | [k] [x] | [l] | [m] | [n] | [s] | [ʕ] | [p] [f] | [sˤ] | [q] | [r] | [ʃ] [s] | [t] [θ] |

| niqqud con א | אַ     | אֶ     | אֵ     | אִ     | אָ       | אֹ     | אֻ      | אוּ     |
| nome         | patah | segol | tzere | hiriq | qamatz  | holam | qubutz | shuruq |
| valore       | /a/   | /ɛ/   | /e/   | /i/   | /ɔ ~ ɑ/ | /o/   | /u/    | /u/    |
|              | â     | ê     | ē     | î     | ô       | ō     | ù      | û      |

| niqqud con א | אְ      | אֲ           | אֱ           | אֳ            |
| nome         | šva    | hataf patah | hataf segol | hataf qamatz |
| valore       | /ă/, ⌀ | /ă/         | /ɛ̆/         | /ɔ̆/          |
|              | ă / ə  | a           | e           | o            |